# Klaus Huber
Klaus Huber (Berna, 30 novembre 1924 – Perugia, 2 ottobre 2017) è stato un compositore svizzero.

## Biografia
Studia a Zurigo e a Berlino. Allievo di Stefi Geyer per il violino, diventa insegnante di questo strumento al conservatorio di Zurigo dal 1949 al 1955. Nel 1959 ottiene il suo primo successo internazionale come compositore con la cantata da camera Des Engels Anredung an die Seele a Roma. Dal 1964 al 1973 insegna presso la Musik-Akademie di Basilea. Nel 1969 ha fondato il seminario internazionale di composizione a Boswil. L'anno seguente vince il premio Beethoven a Bonn. Dal 1973 al 1990 è responsabile del Hochschule für Musik Freiburg (Università della Musica e Conservatorio di Friburgo). 
Dal 1979 al 1982 è presidente dell'Associazione dei musicisti svizzeri. 
Nel 1984 vince il premio Reinhold-Schneider-Preis, settore musica.
Nel 1990 lascia il suo incarico a Friburgo e si dedica alla composizione e all'insegnamento in forma libera.
Nel 2009 riceve il Premio Ernst von Siemens. 
Muore il 2 ottobre 2017 all'età di 82 anni a Perugia, non molto lontano da Panicale, il piccolo borgo nel quale si era trasferito assieme alla moglie.

## Opere
Lista parziale

### Teatro
- Schwarzerde (1997-2001)

### Orchestra
- Quod est pax? - Vers la raison du coeur... (2006/07)
- Lamentationes de fine vicesimi saeculi (1992/94)
- Spes contra spem (1986–89)
- Protuberanzen (1985/86)
- Erniedrigt – Geknechtet – Verlassen – Verachtet... (1975/78-1983)
- Erniedrigt – Geknechtet – Verlassen – Verachtet... (1975/78-1983)
- Tenebrae for large orchestra (1966–1967)

### Ensemble
- Miserere hominibus... (2005/2006)
- Die Seele muss vom Reittier steigen...  (2002)
- Lamentationes Sacrae et Profanae ad Responsoria Iesualdi (1993/1996-97)
- Intarsi (1993/94)
- Die umgepflügte Zeit (1990)
- L'ombre de notre âge (1998/1999)
- La terre des hommes (1987–89)

### Vocale
- Kleines Requiem for Heinrich Böll (1991)

### Musica da camera
- Ecce homines (1997/98) - quintetto d'archi
- Agnus Dei cum recordatione (1990/91) - messa latina
- Des Dichters Pflug (1989) - violino, vola e violoncello
- ...von Zeit zu Zeit... (1984/85) - quartetto d'archi

### Altre opere
- Intarsimile (2010) - per violino
- Winter seeds (1993) - per fisarmonica
- ...Plainte...  (1990) - per viola
- Blätterlos (1975) - per piano